# Luis Alberto Ramos
Luis Alberto Ramos Carobene (Ciudad de Mendoza, Argentina, 2 de octubre de 1953) es un exfutbolista argentino. Jugó de centrodelantero en equipos de su país natal y también de Chile, donde convirtió goles jugando por los dos equipos más populares del país: Universidad de Chile y Colo-Colo.

## Trayectoria
Como profesional, Luis Alberto Ramos considera al fútbol «lo más importante». Cronológicamente jugó en los clubes argentino de Huracán Las Heras de Mendoza, Rosario Puerto Belgrano de Bahía Blanca y Atlanta de Buenos Aires.
En Chile vistió las camisetas de Universidad de Chile, Colo-Colo, Green Cross-Temuco, Regional Atacama, Everton, Rangers y Unión Española.
Fue entrenador del club evangélico Hosanna, pero renunció en el año 2000, por diferencias con el dirigente Ítalo Frigoli, fundando al Club Social y Deportivo Cristo Salva Cristo Viene, que participó en Cuarta y Tercera División.

## Clubes
| Club                    | País      | Año       |
| ----------------------- | --------- | --------- |
| Huracán Las Heras       | Argentina | 1966-1970 |
| Rosario Puerto Belgrano | Argentina | 1970-1974 |
| Atlanta                 | Argentina | 1975-1976 |
| Colo-Colo               | Chile     | 1977      |
| Green Cross-Temuco      | Chile     | 1978      |
| Universidad de Chile    | Chile     | 1979-1981 |
| Regional Atacama        | Chile     | 1982      |
| Everton                 | Chile     | 1983-1984 |
| Rangers                 | Chile     | 1985      |
| Unión Española          | Chile     | 1987      |
| Universidad de Chile    | Chile     | 1987      |

1. ↑  Torneo Copa Chile.

## Palmarés

### Campeonatos nacionales
| Título     | Club                 | País  | Año  |
| ---------- | -------------------- | ----- | ---- |
| Copa Chile | Universidad de Chile | Chile | 1979 |
| Copa Chile | Everton              | Chile | 1984 |

### Distinciones individuales
| Distinción                | Año  |
| ------------------------- | ---- |
| Goleador de la Copa Chile | 1979 |